# アレクサンドル・オベチキン
アレクサンドル・ミハイロヴィチ・オベチキン（ロシア語: Александр Михайлович Овечкин, ラテン文字転写: Alexander Mikhailovich Ovechkin、1985年9月17日 - ）は、ソビエト連邦モスクワ出身のロシアのプロアイスホッケー選手。ポジションはレフト・ウィング。ナショナルホッケーリーグ(NHL)のワシントン・キャピタルズに所属し、キャプテンも務める。愛称はオビー(Ovi)。

## 経歴

### アマチュア時代
母タチヤナによれば、オベチキンがアイスホッケーに興味を持ったのは2歳の時だったという。ある時、母親に連れて行かれた玩具店で2歳のオベチキンはおもちゃのアイスホッケースティックをつかむと、買ってもらうまで離さなかった。幼年時はテレビでアイスホッケーの試合を欠かさず見るようになり、両親がチャンネルを変えようとすると嫌がった 。8歳の時にアイスホッケースクールに通い始める。 少年時代の好きなチームはピッツバーグ・ペンギンズとHCディナモ・モスクワだった。好きな選手はペンギンズのマリオ・ルミューとディナモのアレクサンドル・マリツェフであった。
両親は仕事で忙しく、息子をスケートリンクまで送迎できないことがあり、アイスホッケーを断念せざるを得ない状況になったことがあった。だが、オベチキンの才能を見抜いていたコーチと兄セルゲイは両親を説得し、オベチキンはアイスホッケーを続けることができた。
その後、HCディナモ・モスクワのアイスホッケースクールに誘われる。

### プロ入りとディナモ・モスクワ時代
2000年にディナモのトップチームに加入した。
2001年に当時16歳でロシア・スーパーリーグデビュー。2001-02年シーズンは21試合に出場し2ゴール2アシストを記録した。
2002年の第13回U-18アイスホッケー選手権で自身初めてロシア代表に選出された。同大会で8試合に出場し、14ゴール4アシストを記録し。ロシアを優勝に導いた
。
2002-03シーズンはディナモの定期試合で15ポイント（8ゴール7アシスト）を記録。シーズン中の2002年12月から2013年1月にかけて開催された第27回世界ジュニアアイスホッケー選手権のロシア代表に選出された。
2003年は4月に開催された第14回U-18アイスホッケー選手権のロシア代表に選出された。6月にはNHLドラフトでフロリダ・パンサーズはオベチキンを獲得しようとしたが、当時のNHLの規則で18歳の誕生日に2日足りなかったため、移籍は実現しなかった。

### キャピタルズ時代
2004年のNHLドラフト1巡目全体1位でワシントン・キャピタルズに指名され、NHL入り。しかし、NHLはロックアウトに突入。2004-05シーズンは開催されなかったため、NHLで試合に出場することは無かった。8月から9月に開催された第2回ワールドカップ・オブ・ホッケーのロシア代表に選出された。
2004年12月から2005年1月に開催された第29回世界ジュニアアイスホッケー選手権のロシア代表に選出された。4月から5月に開催された第69回アイスホッケー選手権のロシア代表にも選出された。
2005-06年シーズンは開幕戦でデビューを果たし、アリーナの壁の部分の金属支柱を吹っ飛ばす「フィジカルプレー」を見せた。それだけでなく、2ゴールを決め、ド派手なデビューを果たした。その後も順調にゴールとアシストを決めたオベチキンは新人としては最多の106ポイントをあげ、シドニー・クロスビーとの熾烈な「カルダーカップ(最優秀新人)」争いを制した。また、シーズン中の2月に開催されたトリノオリンピックのアイスホッケー男子ロシア代表に選出された。5月に開催された第70回アイスホッケー世界選手権のロシア代表にも選出された。
2006-07年シーズンは92ポイントと不振で、クロスビーに差をつけられたが、それでも46ゴールをマークした。4月から5月に開催された第71回アイスホッケー世界選手権のロシア代表に選出された。
2007-08年シーズンはまさに「オベチキン・イヤー」ともいえる活躍で、65ゴールをあげた。彼の112得点はNHL1位となり、2位のエブゲニ・マルキンとともにロシア人でNHL得点ランキングのワンツーフィニッシュを果たした。また、チームもオベチキンの活躍などでプレーオフに進出。5月に開催された第72回アイスホッケー世界選手権のロシア代表に選出された。
2008-09年シーズンは成績が多少なりとも落ちるのは予想されていたが、それでも50ゴール100得点を突破、2年連続の得点王とはいかずも、2年連続MVP受賞で、「リーグ最強選手」として名を上げつつある。
2009-10年シーズンは開幕から好調で1試合1個近いペースでゴールを量産。しかし怪我を煩う。復帰後は勢いは落ちたが、安定して貢献している。12月にはトレードされたクリス・クラークに代わりキャプテンに任命された。2007年までは「オベチキン一人のチーム」といった感じで、チームもプレーオフとは無縁であったが、彼にスコアリングチャンスを与えられるアレクサンドル・セミンやニクラス・ベックストローム、マイク・グリーンといった面々が台頭してきて、チームもプレーオフ争いに参加できるようになった。また、2月に開催されたバンクーバーオリンピックのアイスホッケー男子ロシア代表に選出された。また、5月に開催された第74回アイスホッケー世界選手権のロシア代表に選出された。
2011年4月から5月に開催された第75回アイスホッケー世界選手権のロシア代表に選出された。
2012年5月に開催された第76回アイスホッケー世界選手権のロシア代表に選出された。
2012-2013年シーズンはロックアウトの影響でキャピタルズのチームメイトのベックストロームと共に古巣のHCディナモ・モスクワでプレーした。KHL初出場を果たした。ロックアウト終了後、ベックストロームと共にキャピタルズに復帰。
5月に開催された第77回アイスホッケー世界選手権のロシア代表に選出された。
2014年2月に開催されたソチオリンピックのアイスホッケー男子ロシア代表に選出された。5月に開催された第78回アイスホッケー世界選手権のロシア代表に選出された。
2015年5月に開催された第79回アイスホッケー選手権のロシア代表にも選出された。
2016年5月に開催された第80回アイスホッケー選手権のロシア代表にも選出された。
2016-17年シーズンはシーズン開幕前の9月に開催された第3回ワールドカップ・オブ・ホッケーのロシア代表に選出された。シーズンでは2017年1月11日にピッツバーグ・ペンギンズとの試合において試合開始35秒で先制点を記録。このゴールはオベチキンにとってNHLでの通算1,000ポイント目となった。またNHLで84人目となる1,000ポイントプレイヤーとなった。
2017-2018シーズンはチームが1998年以来となるスタンレー・カップ・ファイナルに進出。オベチキンにとっては初となるスタンレー・カップ・ファイナルとなった。ベガス・ゴールデンナイツとのスタンレー・カップ・ファイナルでチーム初となるスタンレー・カップ優勝を果たし、スタンレー・カップ・ファイナルでの活躍が評価され、コーン・スマイス賞を受賞した。
2019年5月に開催された第83回アイスホッケー選手権のロシア代表に選出された。
2021年7月27日に5年総額$47,500,000でキャピタルズと契約延長した。
2021-2022年シーズンは2022年2月3日にNHLオールスターゲームに選出されたが、COVID-19に感染したため辞退している。

## 人物
父のミハイル・オベチキンはサッカー選手、母のタチアナ・オビチキナはバスケットボール選手で1976年モントリオール五輪と1980年モスクワ五輪の2大会で金メダルを獲得している。
2012年12月にテニス選手のマリア・キリレンコと婚約したが、2014年7月に婚約解消を発表した。
EAスポーツのNHLシリーズでは「NHL07」と「NHL 21」でカバーを務めた。
元プロアイスホッケー選手であるイリヤ・ニクーリンとは同郷の出身という事もあって親友であり、彼はオベチキンの息子の名付け親でもある。

## 詳細情報

### レギュラーシーズンとプレーオフでの成績
Bold indicates led league
| 2001–02  | ディナモ2－モスクワ      | RUS-3    | 19  | 18  | 8   | 26  | 20  | —  | —  | —  | —  | —  |
| 2001–02  | HCディナモ・モスクワ     | RSL      | 21  | 2   | 2   | 4   | 4   | 3  | 0  | 0  | 0  | 0  |
| 2002–03  | HCディナモ・モスクワ     | RSL      | 40  | 8   | 7   | 15  | 29  | 5  | 0  | 0  | 0  | 2  |
| 2003–04  | HCディナモ・モスクワ     | RSL      | 53  | 13  | 11  | 24  | 40  | 3  | 0  | 0  | 0  | 2  |
| 2004–05  | HCディナモ・モスクワ     | RSL      | 37  | 13  | 13  | 26  | 32  | 10 | 2  | 4  | 6  | 31 |
| 2005–06  | ワシントン・キャピタルズ | NHL      | 81  | 52  | 54  | 106 | 52  | —  | —  | —  | —  | —  |
| 2006–07  | ワシントン・キャピタルズ | NHL      | 82  | 46  | 46  | 92  | 52  | —  | —  | —  | —  | —  |
| 2007–08  | ワシントン・キャピタルズ | NHL      | 82  | 65  | 47  | 112 | 40  | 7  | 4  | 5  | 9  | 0  |
| 2008–09  | ワシントン・キャピタルズ | NHL      | 79  | 56  | 54  | 110 | 72  | 14 | 11 | 10 | 21 | 8  |
| 2009–10  | ワシントン・キャピタルズ | NHL      | 72  | 50  | 59  | 109 | 89  | 7  | 5  | 5  | 10 | 0  |
| 2010–11  | ワシントン・キャピタルズ | NHL      | 79  | 32  | 53  | 85  | 41  | 9  | 5  | 5  | 10 | 10 |
| 2011–12  | ワシントン・キャピタルズ | NHL      | 78  | 38  | 27  | 65  | 26  | 14 | 5  | 4  | 9  | 8  |
| 2012–13  | HCディナモ・モスクワ     | KHL      | 31  | 19  | 21  | 40  | 14  | —  | —  | —  | —  | —  |
| 2012–13  | ワシントン・キャピタルズ | NHL      | 48  | 32  | 24  | 56  | 36  | 7  | 1  | 1  | 2  | 4  |
| 2013–14  | ワシントン・キャピタルズ | NHL      | 78  | 51  | 28  | 79  | 49  | —  | —  | —  | —  | —  |
| 2014–15  | ワシントン・キャピタルズ | NHL      | 81  | 53  | 28  | 81  | 58  | 14 | 5  | 4  | 9  | 6  |
| 2015–16  | ワシントン・キャピタルズ | NHL      | 79  | 50  | 21  | 71  | 53  | 12 | 5  | 7  | 12 | 2  |
| RSL 合計 | RSL 合計                 | RSL 合計 | 151 | 36  | 33  | 69  | 106 | 21 | 2  | 4  | 6  | 35 |
| KHL 合計 | KHL 合計                 | KHL 合計 | 31  | 19  | 21  | 40  | 14  | —  | —  | —  | —  | —  |
| NHL 合計 | NHL 合計                 | NHL 合計 | 839 | 525 | 441 | 966 | 567 | 84 | 41 | 41 | 82 | 38 |

### 国際大会での成績
| 年           | チーム       | 大会         | 結果         |    | GP | G  | A  | Pts | PIM |
| ------------ | ------------ | ------------ | ------------ | -- | -- | -- | -- | --- | --- |
| 2002         | ロシア       | U18          | 2            | 8  | 14 | 4  | 18 | 0   |     |
| 2003         | ロシア       | WJC          | 1            | 6  | 6  | 1  | 7  | 4   |     |
| 2003         | ロシア       | U18          | 3            | 6  | 9  | 4  | 13 | 6   |     |
| 2004         | ロシア       | WJC          | 5            | 6  | 5  | 2  | 7  | 25  |     |
| 2004         | ロシア       | WC           | 10           | 6  | 1  | 1  | 2  | 0   |     |
| 2004         | ロシア       | WCH          | 6            | 2  | 1  | 0  | 1  | 0   |     |
| 2005         | ロシア       | WJC          | 2            | 6  | 7  | 4  | 11 | 4   |     |
| 2005         | ロシア       | WC           | 3            | 8  | 5  | 3  | 8  | 4   |     |
| 2006         | ロシア       | OG           | 4            | 8  | 5  | 0  | 5  | 8   |     |
| 2006         | ロシア       | WC           | 5            | 7  | 6  | 3  | 9  | 6   |     |
| 2007         | ロシア       | WC           | 3            | 8  | 1  | 2  | 3  | 29  |     |
| 2008         | ロシア       | WC           | 1            | 9  | 6  | 6  | 12 | 8   |     |
| 2010         | ロシア       | OG           | 6            | 4  | 2  | 2  | 4  | 2   |     |
| 2010         | ロシア       | WC           | 2            | 9  | 5  | 1  | 6  | 4   |     |
| 2011         | ロシア       | WC           | 4            | 5  | 0  | 0  | 0  | 4   |     |
| 2012         | ロシア       | WC           | 1            | 3  | 2  | 2  | 4  | 2   |     |
| 2013         | ロシア       | WC           | 6            | 1  | 1  | 1  | 2  | 0   |     |
| 2014         | ロシア       | OG           | 5            | 5  | 1  | 1  | 2  | 0   |     |
| 2014         | ロシア       | WC           | 1            | 9  | 4  | 7  | 11 | 8   |     |
| 2015         | ロシア       | WC           | 2            | 2  | 1  | 1  | 2  | 0   |     |
| 2016         | ロシア       | WC           | 3            | 6  | 1  | 1  | 2  | 2   |     |
| ジュニア合計 | ジュニア合計 | ジュニア合計 | ジュニア合計 | 32 | 41 | 15 | 56 | 39  |     |
| シニア合計   | シニア合計   | シニア合計   | シニア合計   | 92 | 42 | 31 | 73 | 77  |     |

### 表彰
- ハート記念賞：3回
- テッド・リンジー賞：3回
- コーン・スマイス賞：1回（2018年）
- アート・ロス記念賞：1回（2008年）
- モーリス・"ロケット"・リシャール賞（英語版）：9回
- カルダー記念賞（2006年）
- オールルーキーチーム（英語版）（2006年）

### 記録
- オールスターゲーム選出：12回
- スタンレー・カップ優勝：1回（2018年）

### 背番号
- 8（2005年 - ）

### 代表歴
- 2002年世界U-18アイスホッケー選手権ロシア代表
- 2003年世界ジュニアアイスホッケー選手権ロシア代表
- 2003年世界U-18アイスホッケー選手権ロシア代表
- 2004 ワールドカップ・オブ・ホッケー ロシア代表
- 2005年世界ジュニアアイスホッケー選手権ロシア代表
- 2005年アイスホッケー世界選手権ロシア代表
- 2006年オリンピックアイスホッケーロシア代表
- 2006年アイスホッケー世界選手権ロシア代表
- 2007年アイスホッケー世界選手権ロシア代表
- 2008年アイスホッケー世界選手権ロシア代表
- 2010年オリンピックアイスホッケーロシア代表
- 2010年アイスホッケー世界選手権ロシア代表
- 2011年アイスホッケー世界選手権ロシア代表
- 2012年アイスホッケー世界選手権ロシア代表
- 2013年アイスホッケー世界選手権ロシア代表
- 2014年オリンピックアイスホッケーロシア代表
- 2014年アイスホッケー世界選手権ロシア代表
- 2015年アイスホッケー世界選手権ロシア代表
- 2016年アイスホッケー世界選手権ロシア代表
- 2016 ワールドカップ・オブ・ホッケー ロシア代表
- 2019年アイスホッケー世界選手権ロシア代表